# Zoropsis
Zoropsis és un gènere d'aràcnids dins la família Zoropsidae. Aquest gènere va ser descrit l'any 1878 per Eugène Simon.

## Taxonomia
- Zoropsis albertisi Pavesi, 1880 (Tunísia)
- Zoropsis beccarii Caporiacco, 1935 (Turquia)
- Zoropsis bilineata Dahl, 1901 (Mallorca, Marroc, Algèria)
  - Zoropsis bilineata viberti Simon, 1910 (Algèria)
- Zoropsis coreana Paik, 1978 (Corea)
- Zoropsis kirghizicus Ovtchinnikov & Zonstein, 2001 (Kirguizstan)
- Zoropsis lutea (Thorell, 1875) (Eastern Mediterranean, Ucraïna)
- Zoropsis markamensis Hu & Li, 1987 (Xina)
- Zoropsis media Simon, 1878 (Mediterrània occidental)
- Zoropsis oertzeni Dahl, 1901 (Itàlia, Grècia, Balcans)
- Zoropsis pekingensis Schenkel, 1953 (China)
- Zoropsis rufipes (Lucas, 1838) (Canàries, Madeira)
- Zoropsis saba Thaler & van Harten, 2006 (Yemen)
- Zoropsis spinimana (Dufour, 1820) (Del Mediterrani a Rússia (introduïda a USA))
- Zoropsis thaleri Levy, 2007 (Israel)